# Wilshausen

Ortswappen

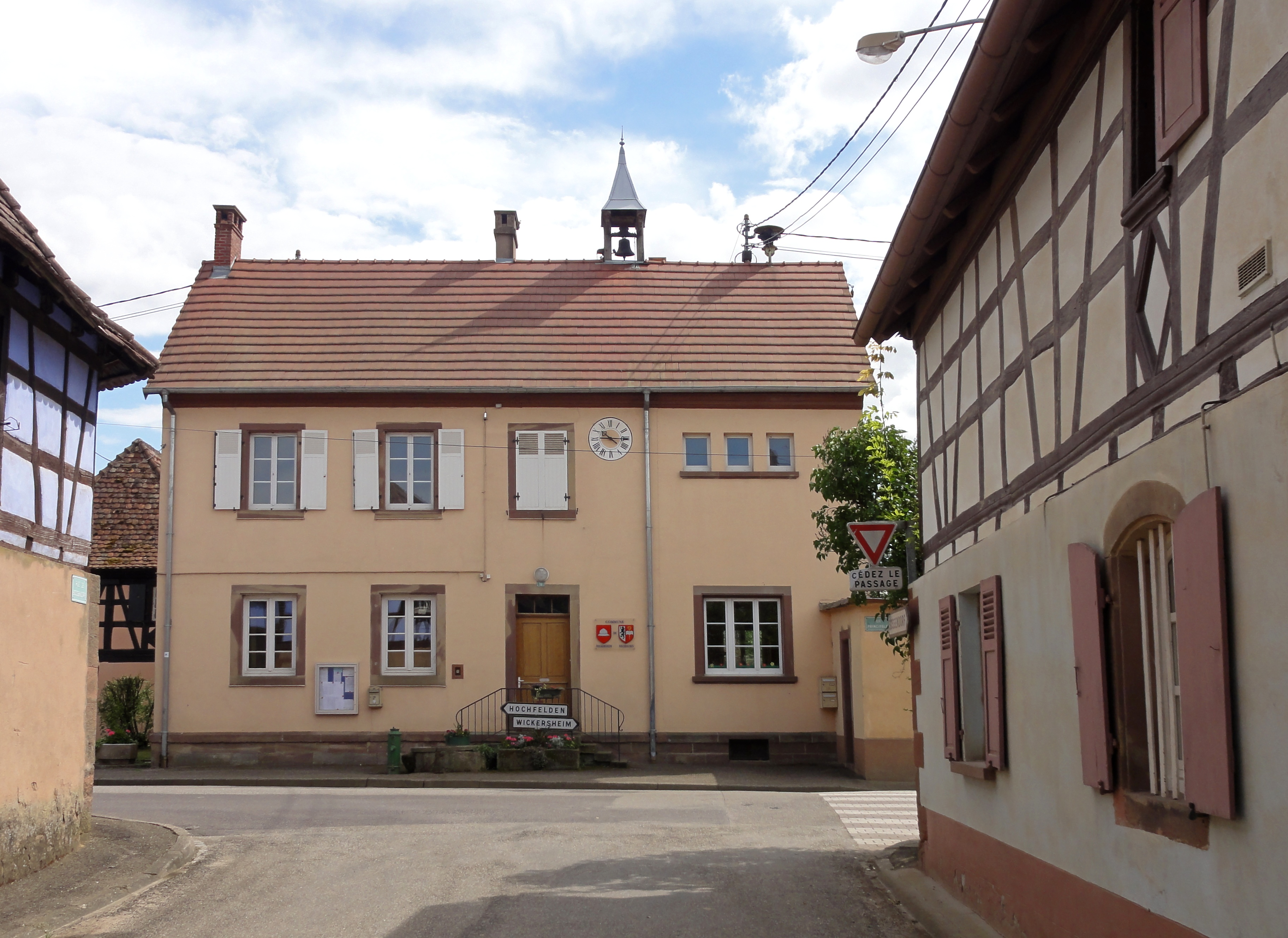
Historisches Schul- und Rathaus

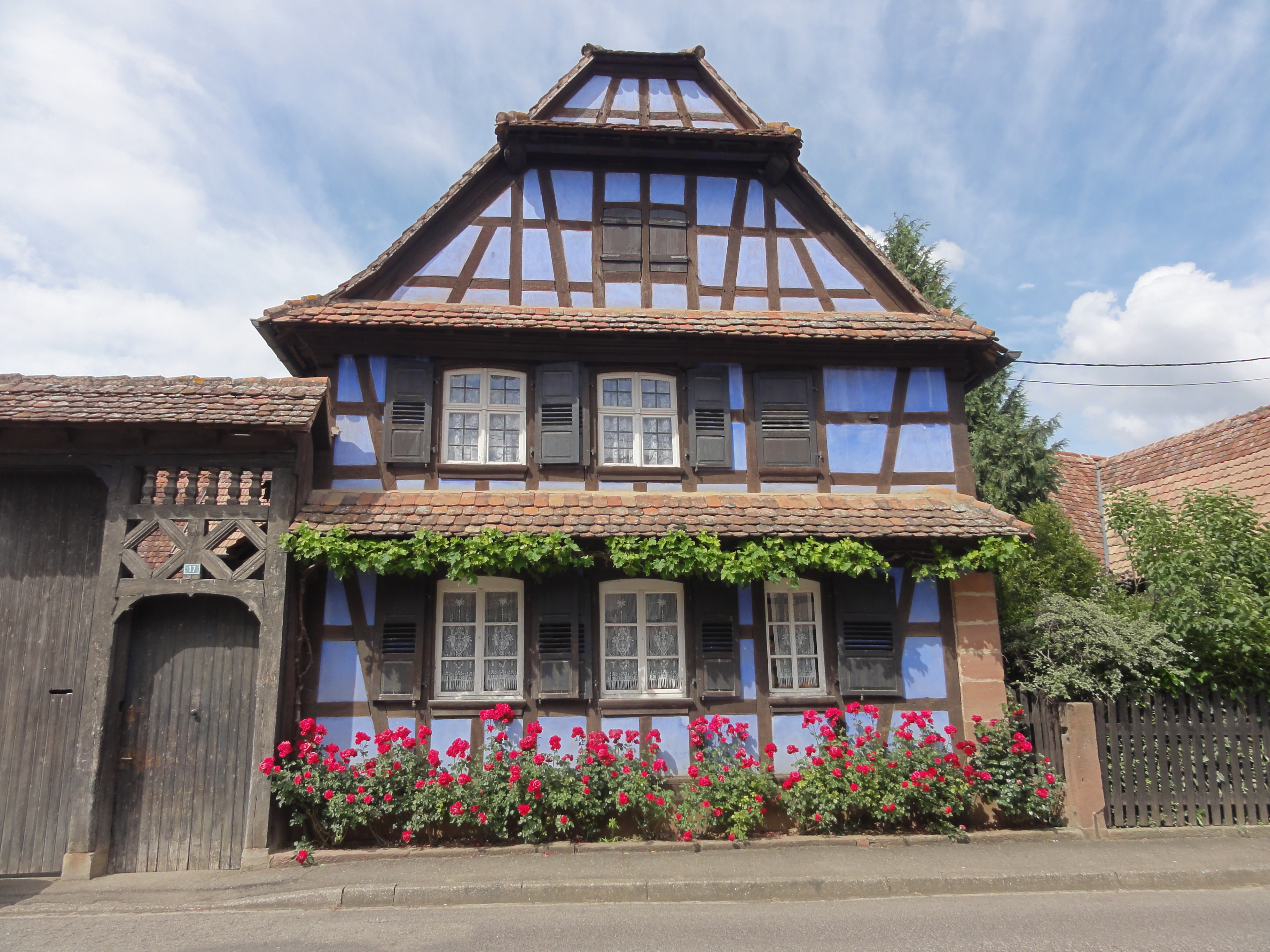
Hofreite von 1836

Wilshausen ist einer der beiden Ortsteile von Wickersheim-Wilshausen in der Region Grand Est (bis 2015 Elsass) in Frankreich.

## Geschichte

### Mittelalter
Wilshausens älteste bekannte Erwähnung stammt von 1289. Früherer Namensformen waren Wilgeshausen, Willgottshausen, Willshausen und Willingshusen.
Wilshausen gehörte als Allod mindestens seit Anfang des 13. Jhs. den Herren von Lichtenberg. Sie ordneten es dem Amt Buchsweiler zu, das am Anfang des 14. Jahrhunderts als Amt der Herrschaft Lichtenberg entstand. Um 1330 kam es zu einer ersten Landesteilung zwischen Johann II. von Lichtenberg, aus der älteren Linie des Hauses, und Ludwig III. von Lichtenberg. Dabei fiel Wilshausen in den Teil des Besitzes, der künftig von der älteren Linie verwaltet wurde oder an Ludwig III. von Lichtenberg, der die jüngere Linie des Hauses begründete – die Angaben dazu sind widersprüchlich.
Anna von Lichtenberg (* 1442; † 1474), Tochter von Ludwig V. von Lichtenberg (* 1417; † 1474), und eine von zwei Erbtöchtern mit Ansprüchen auf die Herrschaft, heiratete 1458 den Grafen Philipp I. den Älteren von Hanau-Babenhausen (* 1417; † 1480). Der hatte eine kleine Sekundogenitur aus dem Bestand der Grafschaft Hanau erhalten, um sie heiraten zu können. Durch die Heirat entstand die Grafschaft Hanau-Lichtenberg. Nach dem Tod des letzten Lichtenbergers, Jakob von Lichtenberg, eines Onkels von Anna, erhielt Philipp I. d. Ä. 1480 die Hälfte der Herrschaft Lichtenberg. Die andere Hälfte gelangte an seinen Schwager, Simon IV. Wecker von Zweibrücken-Bitsch. Das Amt Buchsweiler – und damit auch Wilshausen – gehörten zu dem Teil von Hanau-Lichtenberg, den die Nachkommen von Anna erbten.

### Neuzeit
Graf Philipp IV. von Hanau-Lichtenberg (1514–1590) führte nach seinem Regierungsantritt 1538 die Reformation in seiner Grafschaft konsequent durch, die nun lutherisch wurde.
Mit der Reunionspolitik Frankreichs unter König Ludwig XIV. kam das Amt Buchsweiler unter französische Oberhoheit. Nach dem Tod des letzten Hanauer Grafen, Johann Reinhard III. 1736, fiel das Hanau-Lichtenberg – und damit auch das Amt Buchsweiler – an den Sohn seiner einzigen Tochter, Charlotte, Landgraf Ludwig (IX.) von Hessen-Darmstadt. Mit dem durch die Französische Revolution begonnenen Umbruch wurde Wilshausen französisch. 1798 hatte das Dorf 60 Einwohner.
Die Gemeinde Wickersheim-Wilshausen besteht in ihrer heutigen Form seit dem 1. Januar 1973.